# Cesare Baroni Urbani
Cesare Baroni Urbani (1942) è un entomologo italiano specializzato nello studio delle formiche.

## Biografia
Si è laureato in biologia presso l'università di Siena. Dopo gli studi, ha lavorato come conservatore al Museo di scienze naturali di Basilea ed è stato nominato lettore di entomologia e quindi docente di zoologia all'università di Basilea; in seguito ha insegnato all'università di Losanna, ritornando quindi come professore all'Istituto per la Protezione della Natura e del Paesaggio dell'università di Basilea. 
Ha partecipato a diverse spedizioni scientifiche, molte promosse da lui stesso, in vari paesi, ed è stato autore di oltre 140 pubblicazioni. Tra i suoi lavori sulle formiche più noti sono The internal phylogeny of ants (con Barry Bolton e Philip S. Ward) e Origin of ant soldiers (con Luc Passera), e le monografie sulla sistematica delle formiche come quella della tribù dei Dacetini (1994, ampliata poi nel 2007), quella sul genere Cephalotes e quella sul genere Proceratium (tutte in collaborazione con Maria Lourdes de Andrade). La sua ricerca più citata è però una pubblicazione di statistica, Similarity of binary data, in collaborazione con Mauro Buser. 
Dopo la pensione, Cesare Baroni Urbani si è trasferito a Sirolo (di cui la sua famiglia era originaria); è sposato con Maria Lourdes de Andrade. 

### Altre attività
Nel tempo libero, Baroni Urbani ha raccolto etichette di vini; la sua collezione, che con circa 282 000 esemplari è la più grande al mondo, nell'ottobre 2012 è stata donata al comune di Barolo, andando a costituire il Fondo Cesare Baroni Urbani presso il locale museo del vino. Assieme alla moglie, ha anche scritto alcuni volumi di storia locale, fra cui 1600-2000 Quattro secoli di sirolesi e Criminalità e giustizia nelle magistrature anconetane dalla fine dell'antico regime all'unità d'Italia.

### Riconoscimenti
Baroni Urbani è membro onorario dell'AISASP (Associazione Italiana per lo Studio degli Artropodi Sociali e Presociali), sezione italiana della IUSSI (International Union for the Study of Social Insects), eletto nel congresso di Perugia del 1987.
Diversi taxa sono stati descritti in onore di Cesare Baroni Urbani: un genere, Baroniurbania Pagliano & Scaramozzino, 1989 (Formicidae), e le seguenti specie:
- Aphaenogaster baronii Cagniant, 1988 (Formicidae)
- Bruchidius baronii Decelle, 1977 (Bruchidae)
- Byrrhodes baroniurbanii Español, 1977 (Anobiidae)
- Camponotus baronii Alayo & Zayas Montero, 1977 (Formicidae)
- Carabus baronii Heinertz, 1977 (Carabidae)
- Chrysolina baronii Daccordi, 1979 (Chrysomelidae)
- Coenobius baronii Lopatin, 1979 (Chrysomelidae)
- Diplatys urbanii Brindle, 1975 (Dermaptera)
- Euhamitermes urbanii Roonwall & Chhotani, 1977 (Isoptera)
- Lacombia urbanii Boratynski, 1968 (Coccoidea)
- Myrmecina urbanii Tiwari, 1994 (Formicidae)
- Myrmecophilus baronii Baccetti, 1966 (Myrmecophylidae)
- Myrmica urbanii Radchenko & Elmes, 1998 (Formicidae)
- Panesthia urbanii Roth, 1979 (Blaberoidea)
- Ptilodactyla baroniurbanii Satȏ, 1979 (Ptilodactylidae)
- Rhinoncus caesareus Colonnelli, 1979 (Curculionidae)
- Stenodynerus baronii Giordani Soika, 1975 (Eumenidae)
- Tegenaria baronii Brignoli, 1976 (Agelenidae)
- Tetramorium urbanii Bolton, 1977 (Formicidae)
- Trama baronii Hille Ris Lambers, 1969 (Aphidoidea)